# Mychajło Koman
Mychajło Mychajłowycz Koman, ukr. Михайло Михайлович Коман, ros. Михаил Михайлович Коман, Michaił Michajłowicz Koman (ur. 1 kwietnia 1928 w Ľubotínie, zm. 21 lutego 2015 w Kijowie) – ukraiński piłkarz, grający na pozycji napastnika, trener piłkarski. Mistrz sportu (od 1959), zasłużony trener Ukrainy (od 1961).

## Kariera klubowa
Rozpoczął karierę piłkarską w 1942 w drużynie Technikum Mechanicznego w Wynohradowie, w którym uczył się. W 1944 zadebiutował w miejscowej drużynie Partyzan Wynohradiw. Po roku występów w zespole miasta Bursztyna przeszedł do głównej zakarpackiej drużyny Spartak Użhorod. W listopadzie 1948 roku został zaproszony do Dynama Kijów, z którym zdobył puchar krajowy w 1954. W 1959 po jedenastu sezonach w Dynamie zakończył karierę piłkarską w wieku 31 lat.

## Kariera trenerska
Po zakończeniu kariery zawodniczej całe życie był związany z klubem Dynamo Kijów. W różnych latach pracował na stanowiskach asystenta trenera, kierownika drużyny lub dyrektora szkoły piłkarskiej Dynama. W 1975 pracował z juniorską reprezentacją ZSRR jako asystent głównego trenera.
21 lutego 2015 zmarł w wieku 87 lat w Kijowie.

## Odznaczenia
- Order „Za zasługi” II klasy: 2004[4].